# Chapelle Saint-André de Villemomble
La chapelle Saint-André située rue de Neuilly à Villemomble dans le département de la Seine-Saint-Denis en région Île-de-France est une chapelle affectée au culte catholique. Elle fait partie de la paroisse de Saint-Louis de Villemomble,.

## Historique
Cette chapelle est bénie par Mgr Paul-Louis Touzé l'année de sa construction. En 1966, lui est adjointe l’aumônerie du lycée.

## Description
La chapelle comporte une façade faite d'un mur pignon. La forme du clocher, séparé du bâtiment principal, est ajourée en pavillon.